# 玄天宮
玄天宮全名財團法人台北市玄天宮，位於台灣台北市民權西路，為主祀真武大帝之道教廟宇。該建物興建於1959年，今為位於台北大同區之仿古廟宇建築。另外，該廟宇的組織型態為財團法人制，祭典日期則是每年農曆之三月初三。